# Orthocladius defensus
Orthocladius defensus är en tvåvingeart som beskrevs av Makarchenko 2006. Orthocladius defensus ingår i släktet Orthocladius och familjen fjädermyggor. Inga underarter finns listade i Catalogue of Life.